# ایران در بازی‌های همبستگی اسلامی ۲۰۲۱

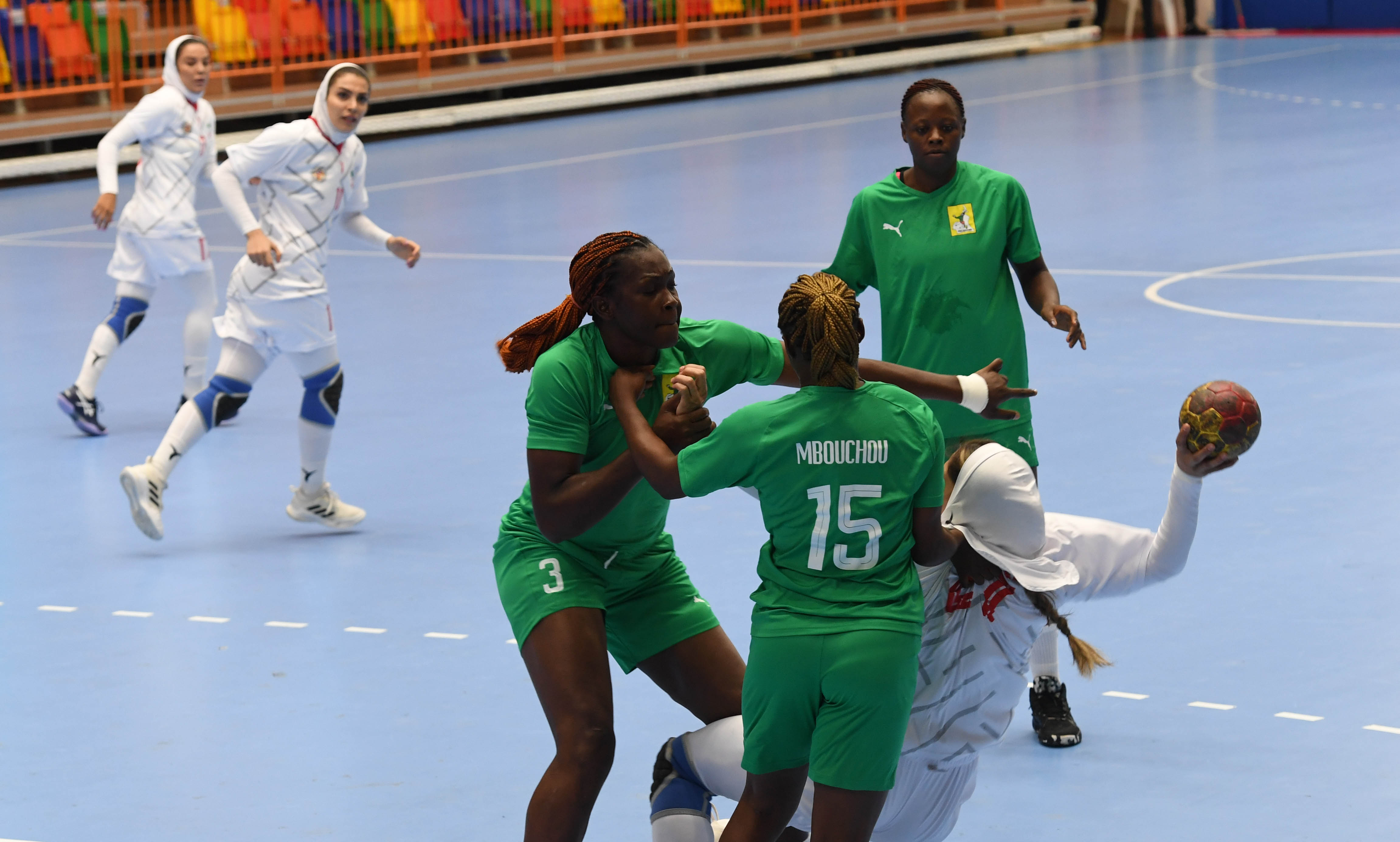
زنان ایرانی در بازی های همبستگی اسلامی ۲۰۲۱

ایران یکی از کشورهای شرکت‌کننده در بازی‌های همبستگی اسلامی ۲۰۲۱ در قونیه، ترکیه است که از ۹ تا ۱۸ اوت ۲۰۲۲ برگزار می‌شود. ایران با ۲۵۶ ورزشکار در این دوره از بازی‌ها شرکت می‌کند.
تیم ملی فوتبال امید ایران پس از عدم همکاری باشگاه‌های فوتبال برای شرکت بازیکنان در اردو از مسابقات فوتبال بازی‌های همبستگی انصراف داد.

## شرکت‌کنندگان
| ورزش              | مرد | زن | مجموع |
| ----------------- | --- | -- | ----- |
| شنا               | ۹   | ۰  | ۹     |
| تیراندازی با کمان | ۶   | ۴  | ۱۰    |
| دو و میدانی       | ۱۲  | ۴  | ۱۶    |
| بسکتبال ۳ نفره    | ۴   | ۴  | ۸     |
| دوچرخه‌سواری       | ۴   | ۴  | ۸     |
| شمشیربازی         | ۹   | ۸  | ۱۷    |
| ژیمناستیک         | ۷   | ۰  | ۷     |
| هندبال            | ۱۶  | ۱۶ | ۳۲    |
| جودو              | ۷   | ۷  | ۱۴    |
| کاراته            | ۸   | ۹  | ۱۷    |
| تیراندازی         | ۲   | ۱  | ۳     |
| تنیس روی میز      | ۴   | ۴  | ۸     |
| تکواندو           | ۸   | ۷  | ۱۵    |
| والیبال           | ۱۴  | ۱۴ | ۲۸    |
| وزنه‌برداری        | ۹   | ۸  | ۱۷    |
| کشتی              | ۲۰  | ۰  | ۲۰    |
| معلولان           | ۱۶  | ۸  | ۲۴    |
| مجموع             | ۱۵۵ | ۹۸ | ۲۵۳   |

## نتایج

### بسکتبال سه نفره

#### مردان
- امیرحسین رضایی‌فر
- سینا واحدی
- احسان دلیرزهان
- متین آقاجان‌پور

#### زنان
- کیمیا یزدیان طهرانی
- شادی عبدالوند
- نگین رسولی‌پور
- آیدا گل‌محمدی

### تکواندو

#### مردان[۲]
- وزن ۵۴- کیلوگرم: مهدی حاجی موسائی
- وزن ۵۸- کیلوگرم: حسین لطفی
- وزن ۶۳- کیلوگرم: محمدصادق دهقانی
- وزن ۶۸- کیلوگرم: دانیال بزرگی
- وزن ۷۴- کیلوگرم: امیرمحمد بخشی
- وزن ۸۰- کیلوگرم: مهران برخورداری
- وزن ۸۷- کیلوگرم: علی احمدی
- وزن ۸۷+ کیلوگرم: علیرضا نادعلیان

#### زنان[۳]
- وزن ۴۹- کیلوگرم: غزل سلطانی
- وزن ۵۳- کیلوگرم: ناهید کیانی
- وزن ۵۷- کیلوگرم: نسترن ولی‌زاده
- وزن ۶۲- کیلوگرم: نرگس میرنوراللهی
- وزن ۶۷- کیلوگرم: زینب اسماعیلی
- وزن ۷۳- کیلوگرم: زهرا پوراسماعیل
- وزن ۷۳+ کیلوگرم: اکرم خدابنده

### تنیس روی میز

#### مردان[۴]
- نوشاد عالمیان
- نیما عالمیان
- امیرحسین هدایی
- افشین نوروزی

#### زنان[۵]
- ندا شهسواری
- مهشید اشتری
- شیما صفایی
- پریناز حاجی‌لو

### تیراندازی[۶]
- بابک یگانه (تراپ)
- مرضیه پرورش‌نیا (تراپ)
- علی دوستی (اسکیت)

### تیراندازی با کمان[۷]

#### ریکرو
- صادق اشرفی
- رضا شبانی
- محمدحسین گلشنی
- مهتا عبداللهی

#### کامپوند
- محمدصالح پالیزبان
- امیر کاظم‌پور
- محمد معدن‌دار
- گیسا بایبوردی
- آرزو طاهریان
- بیتا عاشق‌زاده

### جودو

#### مردان
- وزن ۶۶- کیلوگرم: حمیدرضا پاپی
- وزن ۷۳- کیلوگرم: محمد صدیقی و وحید جدی
- وزن ۸۱- کیلوگرم: مهدی فتحی‌پور
- وزن ۹۰ کیلوگرم: محمد سعیدی و قاسم باغچقی
- وزن ۱۰۰ کیلوگرم: حمیدرضا ملک‌زاده

#### زنان
- وزن ۴۸- کیلوگرم: شیوا جهانگیری
- وزن ۵۲- کیلوگرم: فاطمه کمالی
- وزن ۵۷- کیلوگرم: سایان چگینی
- وزن ۶۳- کیلوگرم: محدثه حسینی
- وزن ۷۰- کیلوگرم: مریم بربط و ریحانه گیلانی
- وزن ۷۸ - کیلوگرم: مریم پیمانی

### دو و میدانی[۸]

#### مردان
- احسان حدادی (پرتاب دیسک)
- حسن تفتیان (۱۰۰ متر)
- مهدی پیرجهان (۴۰۰ متر با مانع)
- علی فتحی‌گنجی (پرتاب نیزه)
- حسین رسولی (پرتاب دیسک)
- مهدی صابری (پرتاب وزنه)
- سید امیر زمانپور (۵۰۰۰ متر)
- رضا مقدم (پرتاب چکش)
- مسعود کامران (۱۱۰متر با مانع)
- حمیدرضا کیا (پرش سه‌گام)
- محمدحسین ابارقی (۲۰۰ متر)
- مرتضی ناظمی (پرتاب وزنه)

#### زنان
- ریحانه مبینی (پرش طول)
- فرزانه فصیحی (۱۰۰ متر)
- مهسا میرزا طبیبی (پرش با نیزه)
- تکتم دستار بندان (۸۰۰ متر)

### دوچرخه‌سواری[۹]

#### مردان
- محمد گنج‌خانلو
- امیرحسین جمشیدیان
- بهنام آرین
- علی‌اصغر موسی‌زاده
- آیدین علیاری

#### زنان
- ماندانا دهقان
- سمیه یزدانی
- فروزان عبداللهی عرب

### ژیمناستیک

#### ژیمناستیک هنری[۱۰]
- محمدرضا خسرونژاد
- محمدرضا حمیدی
- مهدی احمد کهنی

#### ژیمناستیک ایروبیک[۱۱]
- علی خلیلی
- امیرحسین بنی‌اسد
- سعید نجفی
- علیرضا نبی‌پور

### شمشیربازان[۱۲]
سابر مردان:
- محمد رهبری
- علی پاکدامن
- محمد فتوحی
- نیما زاهدی

سابر دختران:
- کیانا باقرزاده
- پریماه برزگر
- فائزه رافعی
- نجمه سازنچیان

اپه مردان:
- محمد رضایی
- محمد رضایی طادی
- محمدرضا وثوقی

اپه دختران:
- پریا ماهرخ
- اعظم بختی
- مهسا سادات پوررحمتی

فلوره مردان:
- محمدحسین جعفری
- ماهان میرزایی
- علی امینی

### شنا[۱۳]
- مهرشاد افقری
- متین سهران
- ابوالفضل سام
- هومر عباسی
- سینا غلامپور
- مهران قاسم‌زاده
- بنیامین قره‌حسنلو
- سامیار عبدلی
- علیرضا یاوری

### کاراته[۱۴]

#### مردان
- علی مسکین: وزن ۶۰- کیلوگرم
- مرتضی نعمتی: وزن ۶۷- کیلوگرم
- علی‌اصغر آسیابری: وزن ۷۵- کیلوگرم
- مهدی خدابخشی: وزن ۸۴- کیلوگرم
- مجید نیکو همت: در وزن ۸۴+ کیلوگرم در بخش کومیته،
- ابوالفضل شهرجردی: کاتای انفرادی
- میلاد فرازمهر: کاتای تیمی
- علی زند: کاتای تیمی

#### زنان
- فاطمه صادقی: کاتای انفرادی
- زینب‌السادات حسینی: کاتای تیمی
- سپیده امینی: کاتای تیمی
- ملیکا عزتی: کاتای تیمی
- سارا بهمنیار: کومیته
- طراوت خاکسار: کومیته
- رزیتا علیپور: کومیته
- مبینا حیدری: کومیته
- لیلا برجعلی: کومیته

### کشتی

#### آزاد[۱۵]
- وزن ۵۷ کیلوگرم: رضا مؤمنی
- وزن ۶۱ کیلوگرم: مجید داستان
- وزن ۶۵ کیلوگرم: مرتضی قیاسی
- وزن ۷۰ کیلوگرم: حسین اباذری
- وزن ۷۴ کیلوگرم: صادق فیروزپور
- وزن ۷۹ کیلوگرم: علی سوادکوهی
- وزن ۸۶ کیلوگرم: علیرضا کریمی
- وزن ۹۲ کیلوگرم: احمد بذری
- وزن ۹۷ کیلوگرم: مجتبی گلیج
- وزن ۱۲۵ کیلوگرم: مهدی هاشمی

#### فرنگی[۱۶]
- ۵۵ کیلوگرم: محمد حسینوند پناهی
- ۶۰ کیلوگرم: امید آرامی
- ۶۳ کیلوگرم: شیرزاد بهشتی طلا
- ۶۷ کیلوگرم: محمدجواد رضایی
- ۷۲ کیلوگرم: محمدرضا رستمی
- ۷۷ کیلوگرم: امین کاویانی‌نژاد
- ۸۲ کیلوگرم: رسول گرمسیری
- ۸۷ کیلوگرم: رامین طاهری
- ۹۷ کیلوگرم: مهدی بالی
- ۱۳۰ کیلوگرم: علی‌اکبر یوسفی

### والیبال

#### مردان[۱۷]
- شهروز همایونفرمنش (کاپیتان)
- علی رمضانی
- فاضل پژومان
- پوریا یلی
- بردیا سعادت
- آرمان رحمانی
- احسان دانش‌دوست
- علی حاجی‌پور
- اسماعیل مسافر
- محراب ملکی‌سرخی
- امیرضا سرلک
- محمد ولی‌زاده
- ابوالفضل قلی‌پور
- اسماعیل طالبی

#### زنان[۱۸]
- مائده برهانی
- مهسا صابری
- نگار کیانی
- پوران زارع
- الهه پورصالح
- شبنم علیخانی
- محدثه محشتاقی
- تهمینه درگزنی
- حانیه محتشمی
- زهرا مغانی
- فاطمه امینی
- ریحانه کریمی
- آیتک سلامت
- مهسا کدخدا

### وزنه‌برداری

#### مردان[۱۹]
- میرمصطفی جوادی
- رسول معتمدی
- حسین سلطانی
- پیمان جان
- حافظ قشقایی
- امیر حقوقی
- علیرضا یوسفی
- مهدی کرمی
- رضا بیرالوند

#### زنان[۲۰]
- دسته ۵۵ کیلوگرم: پوپک بسامی
- دسته ۵۹ کیلوگرم: فاطمه کشاورز
- دسته ۶۴ کیلوگرم: فروغ یونسی و شینا امانی
- دسته ۷۱ کیلوگرم: الهه رزاقی
- دسته ۷۶ کیلوگرم: ابریشم ارجمندخواه
- دسته ۸۱ کیلوگرم: الهام حسینی
- دسته ۸۷+ کیلوگرم: فاطمه یوسفی

### هندبال

#### مردان[۲۱]
- محمد سیاووشی
- علی رحیمی کازرونیر
- شاهو نصرتیر
- مجتبی حیدرپور
- افشین صادقی
- علی کوهزاد
- مهران حسینی
- سید علیرضا موسوی
- شهاب صادق‌زاده
- یونس آثاری
- میلاد قلندری
- محمدمهدی بهنام‌نیا
- محمدرضا اورعی
- محمدرضا کاظمی
- سلامان بربط
- احسان ابویی

#### زنان[۲۲]
- هانیه لک
- فاطمه خلیلی
- آرزو محمدی
- مینا وطن‌پرست
- ساناز رجبی
- آرزو کیانی‌آرا
- مریم یوسفی
- اسرا زندی
- حدیث نوروزی
- بهار ایزدگشب
- نوریه عباسی
- الناز قاسمی
- مهربان بدوی
- مژگان قهرمانی
- شقایق ظفری
- ستاره رحمانی

### معلولان

#### پاراتنیس روی میز

##### مردان
- جواد فولادی
- امین صادقیان
- حمیدرضا شیخ‌زاده
- مهدی معصومی

##### زنان
- فاطمه محمدی
- سمیه مصطفوی
- پگاه کلهرودی
- فاطمه اعتصامی‌نیا

#### پاراتیروکمان[۲۳]

##### کامپوند مردان
- هادی نوری
- سینا منشاءزاده
- رمضان بیابانی

##### کامپوند زنان
- منیرالسادات حسینی
- مریم یاورپور
- فرزانه عسگری

##### ریکرو مردان
- غلامرضا رحیمی
- اصغر زارعی‌نژاد
- محمدرضا عرب عامری

##### ریکرو زنان
- سمیه رحیمی

##### w1
- محمدرضا زندی

#### پاراشنا[۲۴]
- علی امینی
- شاهین ایزدیار
- سینا ضیغمی‌نژاد
- ابوالفضل ظریف
- محمد کریم‌زاده